# Alianța Liberalilor și Democraților
Die Alianța Liberalilor și Democraților (ALDE; Allianz der Liberalen und Demokraten) war eine kleine liberale Partei in Rumänien. Sie wurde 2015 gegründet und gehörte bis Juli 2019 auf europäischer Ebene der Allianz der Liberalen und Demokraten für Europa an. Von Januar 2017 bis August 2019 war sie als Koalitionspartner der Partidul Social Democrat (PSD) an der Regierung beteiligt. Parteivorsitzender war Călin Popescu-Tăriceanu. Im März 2022 wurde es von der Partidul Național Liberal (PNL) übernommen.

## Geschichte

### Vorläufer und Gründung
Die ALDE entstand im Juni 2015 durch die Fusion zweier Vorgängerparteien: der Partidul Liberal Reformator (PLR; Liberale Reformpartei) und der sozial-konservativen Partidul Conservator (PC).
Die PLR wiederum war erst ein Jahr zuvor, im Juli 2014, als Abspaltung von der Partidul Național Liberal (PNL) gegründet worden. Zuvor hatte die PNL unter Führung Crin Antonescus die Uniunea Social Liberală (USL; Sozial-Liberale Union) genannte Koalition mit PSD und PC aufgekündigt und war stattdessen ein Bündnis mit der Partidul Democrat Liberal (PD-L) eingegangen. Damit einher ging eine abrupte Abwendung der PNL von der liberalen Europapartei ALDE und deren Fraktion im Europaparlament und Beitritt zur christdemokratischen Europäischen Volkspartei (EVP), der mit dem Wunsch begründet wurde, eine größere Rolle auf europäischer Ebene zu spielen. Der vom ehemaligen PNL-Vorsitzenden Călin Popescu-Tăriceanu angeführte Parteiflügel, der einen Verbleib im liberalen Parteienverbund wünschte, trat daraufhin aus der PNL aus und gründete die PLR.
Die PC hingegen bestand bereits seit 1991 (zunächst unter dem Namen Rumänische Humanistische Partei, PUR) und war von 2011 bis 2014 ebenfalls ein Bestandteil der Sozial-Liberalen Union gewesen.
Bei der Präsidentschaftswahl in Rumänien 2014 hatte die PLR Călin Popescu-Tăriceanu nominiert, die PC Victor Ponta von der PSD unterstützt, die jedoch beide Klaus Johannis von der PNL unterlagen.

### Koalition mit der PSD (2016–19)
Im Dezember 2016 trat die ALDE erstmals nach der Fusion zur Parlamentswahl an. Sie erhielt 5,6 % der Stimmen, 20 der 329 Sitze im Abgeordnetenhaus und 9 der 136 Senatorenplätze. Damit wurde sie fünftstärkste Kraft im Parlament. Nach der Wahl ging sie eine Koalition mit der PSD unter dem Ministerpräsidenten Sorin Grindeanu ein. In dessen Kabinett war sie mit vier Ministern vertreten, darunter Teodor Meleșcanu als Außenminister.
Eine Gruppe von Mitgliedern, darunter der ehemalige Ko-Vorsitzende Daniel Constantin und der ehemalige Bildungsminister Sorin Cîmpeanu, verließen die Partei im Mai 2017. Sie gründeten anschließend zusammen mit dem ehemaligen Ministerpräsidenten Victor Ponta, der aus der PSD ausgeschlossen worden war, die Partei Pro România. Auch unter den Ministerpräsidenten Mihai Tudose und Viorica Dăncilă setzte ALDE die Regierungskoalition mit der PSD fort. Im Juli 2018 stimmten PSD und ALDE für eine Milderung des Strafrechts, die die Strafbarkeit von Amtsmissbrauch und Korruption einschränkt.
Das österreichische NEOS und der Vorsitzende der ALDE-Fraktion im Europäischen Parlament, Guy Verhofstadt, drängten darauf, die rumänische ALDE aus der gleichnamigen Europapartei auszuschließen. Dies begründeten sie mit den Korruptionsfällen der PSD-ALDE-Regierung und deren Änderungen des Strafrechts. Im April 2019 wurden die Europaabgeordneten der rumänischen ALDE aus der ALDE-Fraktion im Europäischen Parlament ausgeschlossen.
Bei der Europawahl im Mai 2019 erhielt die ALDE nur 4,1 % der Stimmen und folglich keinen Sitz mehr im Europäischen Parlament; während das ebenfalls liberal orientierte, aber oppositionelle Bündnis USR-PLUS 22,4 % der Stimmen und acht Sitze erhielt. Die USR war daran interessiert, der Europapartei ALDE beizutreten; lehnte es aber ab, zum gleichen Zusammenschluss zu gehören wie die rumänische ALDE, die sie für korrupt hält. Am 30. Mai 2019 gaben die rumänischen Liberaldemokraten dem Druck nach und schieden aus der Europapartei aus.
Im August 2019 kündigte die ALDE die Koalition mit der PSD auf und entzog der Regierung von Viorica Dăncilă damit ihre Mehrheit. Zur Präsidentschaftswahl im November 2019 unterstützen ALDE und PRO România die Kandidatur Mircea Diaconus.